# Шорндорф
Шорндорф (нем. и алем. нем. Schorndorf) — город в Германии, районный центр, расположен в земле Баден-Вюртемберг.
Подчинён административному округу Штутгарт. Входит в состав района Ремс-Мур. Население составляет 39 236 человек (на 31 декабря 2010 года). Занимает площадь 56,86 км². Официальный код — 08 1 19 067.
Город подразделяется на 7 городских районов.

## Известные жители
- Альберт Рапп (1908—1975) — штандартенфюрер СС, военный преступник.
- Филипп Христиан Рейнгард  (1764—1812) — немецкий и русский учёный и юрист; ординарный профессор философии и естественного права в Московском университете.